# آنی دالتون
آنی دالتون (متولد ۱۷ ژانویه ۱۹۴۸) نویسنده کودک و نوجوان اهل بریتانیا است.
شاید بتوان مجموعه داستان‌های مدرسه فرشته‌ها را مشهورترین اثر او دانست که در ایران توسط کاوه میرعباسی ترجمه شده و نشر نی آن را به چاپ رسانده‌است.

## زندگی‌نامه
آنی دالتون در ۱۷ ژانویه ۱۹۴۸ در دورست انگلیس بدنیا آمد و به عنوان تنها فرزند خانواده، دوران کودکی خود را در سال‌های دهه ۱۹۵۰ در حومه شهر گذراند. پدرش اگرچه اغلب اوقات در کنارش نبود اما در زمانی که حضور داشت برای اون داستان‌های جذابی می‌گفت و گاهی او را به عنوان شخصیت اصلی داستان قرار می‌داد.
پدرش برای همیشه خانواده را ترک کرد. آنی بسیار دلتنگ پدر و داستان‌های او شد. پس به سراغ کتاب‌های فانتزی کتابخانه محل رفت و از آنجا عشقی پایدار نسبت به داستان در او ایجاد شد.
آنی دالتون پس از تجربه کارهای مختلف مثل پیشخدمتی، نظافت و کار در کارخانه برای تحصیل وارد دانشگاه واریک شد و خیلی زود شروع به نوشتن کرد.
دالتون اکنون در نورفولک زندگی می‌کند. او دارای سه فرزند، آنا، روبن و ماریا (الهام بخش اولین کتاب فرشته‌های نامحدود ، Winging It) و دو نوه، سوفی و ایزابل است.

## جوایز و نامزدها
کتاب‌های «پیچ و خم شب» و «تیلی بیلی حقیقی» برای جایزه مدال کارنگی نامزد شدند و «پس از شاهزاده تاریکی» توانست جایزه ناتینگهام را از آن خود کند. همچنین دو کتاب «نامگذاری تاریکی» و «خواهر قو» برای دریافت جایزه کتاب کودک شفیلد نامزد شدند.

## کتابشناسی منتخب
آنی دالتون کتاب‌های زیادی برای کودک و نوجوان تألیف کرد که از مشهورترین آن می‌توان به مجموعه داستان‌های پس از تاریکی و مدرسه فرشته‌ها اشاره نمود.
- خارج از معمول (۱۹۸۸)
- پیچ و خم شب (۱۹۸۹)
- The Real Tilly Beany، اولین سری از Tilly Beany (1991)
- نامگذاری تاریکی (۱۹۹۲)
- خواهر قو (۱۹۹۲)
- Winging It، اولین سری از عوامل فرشته (۲۰۰۱)
- مجموعه ایزابل: گرفتن بال از دختران سرزمینهای مختلف (۲۰۰۲)
- Lilac Peabody و Sam Sparks، اولین سری از Lilac Peabody (2004)
- فریس ناوگان جادوگر ویلچر (۲۰۰۵)
- چگونه می‌توان دنباله اژدها را در ناوگان فریس ذخیره کرد (۲۰۱۱)